# Nanocheirodon insignis
Nanocheirodon insignis és una espècie de peix de la família dels caràcids i de l'ordre dels caraciformes.

## Morfologia
- Els mascles poden assolir 2,4 cm de llargària total.[5]

## Alimentació
Menja larves de mosquit.

## Hàbitat
Viu en zones de clima tropical.

## Distribució geogràfica
Es troba a Sud-amèrica: conques del riu Magdalena (Colòmbia) i del llac Maracaibo.